# Michał Lewandowski (duchowny)
Michał Lewandowski (ur. 9 lutego 1909 w Budzanowie, zm. 29 grudnia 1983 we Wrocławiu) – polski duchowny rzymskokatolicki.

## Życiorys
Urodził się 9 lutego 1909 w Budzanowie. Studiował teologię na Wydziale Teologicznym Uniwersytetu Jana Kazimierza we Lwowie. 18 czerwca 1933 otrzymał sakrament święceń. W latach II Rzeczypospolitej był księdzem w archidiecezji lwowskiej. Początkowo posługiwał jako wikariusz w Chodorowie, gdzie był katechetą i prefektem szkół. W 1938 został proboszczem parafii w Burakówce pod Zakopanem (?).
Po wybuchu II wojny światowej w kampanii wrześniowej 1939 służył jako kapelan 14 Pułku Ułanów Jazłowieckich, uczestnicząc w bitwie nad Bzurą, a następnie w obronie Warszawy. Otrzymał dwukrotnie Krzyż Walecznych. Został wzięty do niewoli przez Niemców, był więziony w oflagach w Rothenburgu, po czym 18 kwietnia 1940 wraz z kilkudziesięcioma polskimi kapelanami wojskowymi został przewieziony do obozu koncentracyjnego w Buchenwaldzie, a od lipca 1942 był osadzony w obozie w Dachau. Po odzyskaniu wolności został kapelanem 2 Warszawskiej Dywizji Pancernej Polskich Sił Zbrojnych na Zachodzie. Później był kapelanem w obozach dla ludności polskiej w Ludford Magna, Grimsby, Strubby. 
Po dokonanej demobilizacji definitywnie pozostał na emigracji w Wielkiej Brytanii. Jako kapłan posługiwał kolejno: w Ludford Hostel przez sześć lat, Foxley Camp przez pięć lat, jako asystent w polskiej parafii w Bradford, przez rok w Manchesterze, później w Leicester. W 1964 otrzymał tytuł kanonika, nadany przez administratora apostolskiego archidiecezji lwowskiej z siedzibą w Lubaczowie, bp. Jana Nowickiego. Od 2 marca 1966 był proboszczem Parafii Matki Boskiej Częstochowskiej w Ashton-under-Lyne. Tam stworzył dom parafialny w zakupionym w 1967 budynku. Ponadto pomnożył zbiory biblioteki parafialnej, w latach 70. był założycielem Koła Młodzieży Katolickiej, chóru parafialnego. Z uwagi na stan zdrowia w 1983 ustąpił ze stanowiska proboszcza i wyjechał do Polski. Zmarł 29 lub 31 grudnia 1983 we Wrocławiu.